# Availo
Availo är ett svenskt IT-företag, som säljer tjänster för drift av servrar och datalagring (hosting och colocation) samt tjänster för datakommunikation till företagskunder. För denna typ av tjänster används ofta förkortningen IaaS, Infrastructure as a Service. Availo har egna datacenter och är en ISP, Internet Service Provider med ett eget IP-nät, AS 16150.
Availokoncernen ägs sedan 2014 av IP-Only AB. 
Availos datacenter i Sverige finns i Hammarby Sjöstad, Sätra i Stockholm samt i Mjärdevi i Linköping.

## Historia
Availo bildades 2011 då Phoneras affärsområde Managed Services bolagiserades. Grunden till Availo Sverige är sju företag som successivt fusionerats och köpts upp av Phonera. 
2012 invigdes Availos datacenter i Stockholm Sätra (DCS) och det första egna datacentret i Norge, beläget i Oslo (DCO).
2014 förvärvades Availokoncernen i sin helhet av IP-Only AB.